# Закордонець Леонід Олексійович
Закордонець Леонід Олексійович ( Zakordonets Leonid )— лікар, український поет, член Національної Спілки письменників України. Лауреат літературної премії імені Андрія Малишка. Заслужений діяч мистецтв України (2001). Член редколегії журналу «Дніпро».

## Життєпис
Народився 11 травня 1941 року в селищі Білогір'я (колишні Ляхівці) Хмельницької області у багатодітній працелюбній родині.
У 1958 році закінчив Бережанське медичне училище, працював завідувачем Гулівецьким фельдшерсько-акушерським пунктом на Хмельниччині.
З 1960 по 1963 рік перебував на службі в Радянській Армії.
У 1969 році закінчив Київський медичний університет ім. О. О. Богомольця,
працював лікарем-терапевтом Київської обласної клінічної лікарні, лікарем-
терапевтом Бучанської поліклініки, головним лікарем Коцюбинської лікарні в м. Ірпені
Київської області.
З 1975 по 1977 роки навчався в клінічній ординатурі Київського медінституту. З 1977 по
1993 рік – заступник головного лікаря з медичної частини санаторію «Україна»
(Ворзель), 
з 1994 року по теперішній час – головний лікар санаторію «Зірка» там же, у Ворзелі Київської області.
Чимало поезій Л. Закордонця покладено на музику.
Нині живе та творить у місті Ірпінь

## Творча діяльність
Перший вірш опублікував у Білогірській районній газеті у 1958 році. 
З того часу ні на один день не випускав пера з рук. 
Друкувався в газетах і журналах України, його твори часто звучали на радіо.
Автор слів ряду пісень на музику композиторів М.Катричка, О.Бурміцького, О.Моргун,
Ю.Рожкова, О.Марцинківського та інших. 

Поезії автора покладені на музику:
«Карадаг» (комп. М.Катричко), «Люблю тебе»(комп. Ю.Рожков), «Мамо, присядь»
(комп.В.Аксьоненко), «Молитва» , «Вальс» (С.Крижанівський), «Акацій дух пливе
духмяний» (О.Бурмицький).

Своїми вчителями поет вважає багатьох творців літератури, але найбільше – Андрія
Малишка, Олеся Гончара, Бориса Олійника.
Вперше у виданні він з’явився у книзі «Вітрила», яка побачила світ у видавництві «Молодь» у 1969 році.
Потім вийшли одна за другою книги: «Дві любові», «Ці дні спалахують, минають», «І
щастя мав би я», «Вода не спить», «І поклявшись небом і землею», «Не розгубивши
святості душі», «Листя шафранної осені», «Боже, верни нам пам’ять», «Така пора»,
«Над світом пройдених доріг», «Вісь із каменю», «Висить зоря на срібній павутинці».